# Michel Saint Lezer
Michel Saint Lezer (* 31. August 1946 in Roggenhouse) ist ein ehemaliger französischer Skispringer.

## Werdegang
Lezer gab sein internationales Debüt mit dem Start bei der Vierschanzentournee 1967/68. Nachdem er das Auftaktspringen in Oberstdorf noch ausließ, landete er beim Neujahrsspringen auf der Großen Olympiaschanze in Garmisch-Partenkirchen auf dem 83. Platz. Auch in Innsbruck auf der Bergiselschanze kam er über Rang 80 nicht hinaus. Die Tournee schloss er als 78. auf der Paul-Außerleitner-Schanze in Bischofshofen ab. In der Gesamtwertung erreichte er damit Rang 75.
Bei den folgenden Olympischen Winterspielen 1968 in Grenoble belegte er von der Normalschanze mit Sprüngen auf 67 und 64 Metern den 50. Platz. Von der Großschanze sprang er noch schwächer. Nach Sprüngen auf 85,5 und 76 Metern belegte er schließlich Rang 54 der Wertung.

## Erfolge

### Vierschanzentournee-Platzierungen
| Saison  | Platz | Punkte |
| ------- | ----- | ------ |
| 1967/68 | 75.   | 483,2  |